# Хардап (регион)
Хардап (на английски: Hardap) e един от тринадесетте региона на Намибия. Регионът е кръстен на най-големия в страната язовир Хардап. Административен център е град Мариентал, а най-голям град в региона е град Рихобот. На площ от 109 888 km2 живеят 66 495 души, при гъстота на населението от 1,73 жители на km2.
Хардап е типичен вътрешен регион в Намибия. Западния му край започва от атлантическото крайбрежие и пустинята Намиб, а на изток обхваща част от пустинята Калахари и достига до границата с Ботсвана. Провинциите, с които граничи са както следва:
- На изток граничи с две провинции на две държави – Област Кгалагади на Ботсвана и Северен Кейп на ЮАР.
- На север граничи с три региона на Намибия както следва (от запад на изток) – Еронго, Кхомас и Омахеке.
- На юг граничи с регион Карас.

## Административно деление
Регионът е разделен на седем избирателни окръга:
- Гибеон – 11 201 жители.
- Малтахьохе – 2400 жители.
- Мариентал (градски) – 11 977 жители.
- Мариентал (селски) – 13 596 жители.
- Рихобот (селски) – 7365 жители.
- Западен Рихобот (градски) – 9201 жители.
- Източен Рихобот (градски) – 12 581 жители.